# بيت الدير (كعيدنة)

تعديل مصدري - تعديل

بيت الدير هي إحدى قرى عزلة أسلم ناشر بمديرية كعيدنة التابعة لمحافظة حجة، بلغ تعداد سكانها 377 نسمة حسب تعداد اليمن لعام 2004.